# Зачем штаны квадратные?
«Если штаны не квадратные» или «Зачем штаны квадратные?» (англ. To SquarePants or Not to SquarePants) — 116-я серия американского мультсериала «Губка Боб Квадратные Штаны». Данный эпизод был показан 17 июля 2009 года на телеканале «Nickelodeon» в США, а в России — 2 сентября 2009 года.

## Сюжет
Эпизод начинается с того, что французский рассказчик вспоминает день, когда Губка Боб сменил штаны, что произошло три дня назад — день стирки, и Губка Боб сушит целую кучу своих квадратных штанов, но пока все его штаны в сушилке, Губка Боб отвлекается на Патрика, который хочет, чтобы Губка Боб долгое время слышал, как он издаёт смешные звуки языком. В конце концов, Губка Боб идёт проверить свои штаны, которые все сжались в сушилке; он идёт в торговый центр, чтобы купить новые пары. Услышав, что в течение нескольких месяцев не будет новой поставки квадратных штанов, Губка Боб пробует несколько разных стилей штанов в торговом центре, пока, наконец, не выберет пару «круглых штанов».
Губка Боб бродит по городу, и Патрик не может узнать его из-за новых штанов, Губку Боба встречает Сэнди, которая дразнит Губку Боба, делая вид, что не узнаёт его, и хорошо комментирует его одежду. Губка Боб после видит Сквидварда, который также делает вид, что не знает его. Губка Боб направляется домой, но Патрик не пропускает его, потому что дом принадлежит Губке Бобу Квадратные Штаны до того, как он «ушёл», и захлопывает дверь.
Чувствуя себя обескураженным мыслью, что никто не знает, кто он, Губка Боб решает начать новую жизнь как «Губка Боб Круглые Штаны», в ходе чего решает повторно подать заявку на свою работу в «Красти Краб». Когда он встречает Сквидварда в ресторане, Губка Боб ведёт себя так, как будто это его первая подача заявки в «Красти Краб», и он никогда раньше не встречал Сквидварда. Сквидвард решает воспользоваться этим, обучая Губку Боба вести себя как он, ужасный служащий, в надежде, что Губка Боб позже будет уволен. После серии жалоб от клиентов мистер Крабс обвиняет Губку Боба в его паршивой работе, на что Губка Боб объясняет, поскольку у него новые штаны, он больше не «Губка Боб Квадратные Штаны». Затем мистер Крабс убеждает Губку Боба снять штаны. Губка Боб, больше не носящий штанов, продолжает оставаться нормальным человеком и снова становится хорошим сотрудником. Однако, когда Сэнди видит Губку Боба в нижнем белье, она поддразнивая, называет его «Губка Боб Нижние Штаны», Губка Боб смотрит на его нижнее бельё и кричит от ужаса.

## Роли
- Том Кенни — Губка Боб, рассказчик, посетитель № 3, посетитель № 6
- Билл Фагербакки — Патрик, посетитель № 5
- Роджер Бампасс — Сквидвард, посетитель № 2
- Клэнси Браун — Мистер Крабс, Том, Чарли
- Кэролин Лоуренс — Сэнди
- Джилл Тэлли — посетитель № 4
- Сирена Ирвин — продавец

### Роли дублировали
- Сергей Балабанов — Губка Боб
- Юрий Маляров — Патрик Стар, Чарли
- Иван Агапов — Сквидвард
- Александр Хотченков — мистер Крабс
- Юрий Меншагин — рассказчик
- Лариса Некипелова — Сэнди, продавец

## Производство
Серию «Зачем штаны квадратные?» написали Люк Брукшир, Нэйт Кэш и Стивен Бэнкс; анимационным режиссёром серии был Алан Смарт. Эпизод изначально транслировался на «Nickelodeon» в США 17 июля 2009 года с родительским рейтингом TV-Y7.
Эпизод был частью празднования десятой годовщины «Губки Боба Квадратные Штаны». Начиная с 17 июля 2009 года в 20:00 по восточному поясному времени, «Nickelodeon» транслировал 50-часовой марафон «Губки Боба» под названием «The Ultimate SpongeBob SpongeBash Weekend». Марафон начался с премьеры спектакля «Зачем штаны квадратные?» в 20:00.
21 июля 2009 года этот эпизод стал доступен на DVD-сборнике с тем же названием. Серия также была выпущен в сборнике DVD шестого сезона сериала. 4 июня 2019 года фильм «Зачем штаны квадратные?» был выпущен на DVD «SpongeBob SquarePants: The Next 100 Episodes DVD» вместе со всеми эпизодами сезонов с шестого по девятый.

## Отзывы критиков
Эпизод и его выпуск на DVD получили неоднозначные отзывы. Пол Мэвис из «DVD Talk» положительно отреагировал на этот эпизод и написал, что в серии «Зачем штаны квадратные?» есть смех. Гордон Салливан из «DVD Verdict» дал эпизоду 5 баллов из 10 и сказал, что «эпизод был одним из самых незначительных записей на DVD, причём основная шутка была довольно хорошо обработана, и никто не узнал Губку Боба, но это продолжалось слишком долго». Однако многие фанаты критиковали его из-за сюжета. Эйприл Похрен из «Blogcritics» сказала, что «эпизод оригинален и комичен».